# M36 Jackson
El M36 "Jackson", oficialmente de 90 mm Gun Motor Carriage, M36, fue un cazacarros estadounidense utilizado durante la Segunda Guerra Mundial. El M36 combinaba el chasis del destructor de tanques M10 "Wolverine", que utilizaba el chasis fiable y el tren motriz del M4 Sherman combinados con una armadura inclinada, y una nueva torreta enorme que montaba el cañón M3 de 90 mm. Concebido en 1943, el M36 sirvió por primera vez en combate en Europa en octubre de 1944, donde reemplazó parcialmente al cazacarros M10. También vio uso en la guerra de Corea, donde fue capaz de derrotar a cualquiera de los tanques soviéticos utilizados en ese conflicto. Algunos fueron suministrados a Corea del Sur como parte del Programa de Asistencia Militar y sirvieron durante años, al igual que los ejemplos reinventados encontrados en Yugoslavia, que operaron en la década de 1990. Dos permanecieron en servicio con el Ejército de la República de China al menos hasta 2001.
Los soldados estadounidenses usualmente se referían al M36 como un "TD", una inicialización del "Tank Destroyer"(Destructor de Tanques).

## Diseño
Con la aparición del nuevo tanque Panther, el cazacarros estadounidense estándar M10 Wolverine empezó a quedar rápidamente obsoleto, ya que su cañón tenía problemas para enfrentar este tanque y se había previsto esta situación y en septiembre de 1942, los ingenieros estadounidenses comenzaron a diseñar un nuevo cazacarros armado con el cañón M3 de 90 mm. Esto tuvo lugar varios meses antes que cualquier unidad Aliada se enfrentara al Panther en combate.
Este estudio dio como resultado un prototipo de vehículo, 90 mm Gun Motor Carriage T53, que colocó el cañón de 90 mm en un montaje abierto en la parte posterior de un chasis M4 Sherman. En agosto de 1942, se acordó producir inmediatamente 500 vehículos, con 3.500 más tarde. La "Fuerza de Destructor de Tanques" se opuso, argumentando que el diseño del T53 estaba demasiado apresurado. El 90 mm Gun Motor Carriage T53E1 demostró ser aun peor, y se canceló todo el contrato.
En octubre de 1942, el Departamento de Artillería probó el cañón 90 mm T7 en la torreta de un tanque destructor M10. El general Andrew Bruce, jefe de la "Fuerza de Destructor de Tanques", se opuso al proyecto, favoreciendo al M18 "Hellcat", pero fue ignorado. El montaje del cañón de 90 mm fue sencillo, pero el cañón demostró ser demasiado pesado para la torreta del M10. Se diseñó una nueva torreta que incorporaba un movimiento de potencia y un contrapeso masivo para equilibrar el arma. Los primeros dos prototipos del M36, designados como el 90 mm Gun Motor Carriage T71, se completaron en septiembre de 1943. Inicialmente, se negó una solicitud de producción total, ya que el cañón de 90 mm se estaban estudiando para su uso en tanques, pero "Army Ground Forces" aprobó el proyecto en octubre de 1943, y comenzaron las pruebas. El soporte del anillo en el lado izquierdo de la torreta para la ametralladora antiaérea Browning M2HB calibre .50 se cambió a un soporte de pivote en la parte trasera. Se decidió que los vehículos de producción utilizarían el chasis del cazacarros M10A1, ya que había cantidades significativas del M10A1 disponibles, y se determinó que el M10A1 tenía características automotrices superiores. Después de la prueba, se emitió un pedido inicial para 300 vehículos. El T71 se designó en la estandarización el 1 de junio de 1944 como 90 mm Gun Motor Carriage M36.
Como todos los cazacarros estadounidenses, el M36 tenía una torreta abierta, para ahorrar peso y proveer una mejor observación al artillero. En la posguerra se desarrolló un techo blindado plegable para ofrecer protección contra las granadas y francotiradores, que también se instaló en el M10. El M36 tenía un gran resalte en la parte posterior de la torreta, que servía como contrapeso para el armamento principal. Dentro del contrapeso iban 11 proyectiles adicionales.

## Doctrina
La doctrina de armas combinadas de los Estados Unidos en vísperas de la Segunda Guerra Mundial sostenía que los tanques deberían diseñarse para cumplir el papel de forzar un avance en las áreas traseras enemigas. Batallones de tanques separados apoyarían a la infantería en la destrucción de las defensas enemigas fijas, y las divisiones blindadas explotarían el avance para precipitarse en las vulnerables áreas traseras del enemigo. Se esperaba que los tanques estadounidenses lucharan contra los tanques hostiles que encontraran en su ataque, pero la misión de destruir los ataques blindados enemigos masivos se asignó a una nueva rama, la Fuerza Cazacarros. Las unidades del destructor de tanques se mantendrían como una reserva a nivel de cuerpo o ejército, y se moverían rápidamente al sitio de cualquier tanque enemigo avanzado, maniobrando agresivamente y usando tácticas de emboscada para destruir tanques enemigos. Esto llevó a la necesidad de vehículos muy rápidos y bien armados. Aunque estaba equipado con torretas (a diferencia de la mayoría de los cañones antitanques autopropulsados del momento), el diseño típico estadounidense era más potente, pero más ligero y, por lo tanto, más maniobrable que un tanque contemporáneo. La idea era utilizar la velocidad y la agilidad como una defensa, en lugar de una armadura gruesa, para poner en acción una poderosa arma autopropulsada contra los tanques enemigos.

## Producción
Después de julio de 1943, las placas de blindaje en el lado del casco del M10A1 se eliminaron ya que los kits del blindaje nunca se fabricaron. Esto significaba que algunos M36 tenían aplicaciones de blindaje redundantes, mientras que otros no. El M36 inicialmente retuvo el apoyo del cañón "estribo" del M10A1 en el casco trasero; las tripulaciones estaban descontentos por la falta de un bloqueo de viaje adecuado para el cañón de 90 mm, y muchos improvisaron los propios de las cerraduras de viaje tomadas de los tanques. Como la enorme ráfaga del cañón de 90 mm oscureció la visión de la tripulación y redujo la cadencia de fuego, se instaló un freno de doble deflector en todos los vehículos después de los primeros 600, a principios de noviembre de 1944. Un bloqueo de viaje plegable mejor adecuado para el cañón de 90 mm se añadió al casco trasero en este momento. El arma en sí misma también se modificó con un mejor equilibrador y un mecanismo de elevación más potente.
Como el contrato inicial era de 300 vehículos, General Motors' Fisher Tank Arsenal produjo los últimos 300 destructores de tanques M10A1 en enero de 1944 sin torretas para la conversión inmediata a M36. Esta conversión duró de abril a julio de 1944. El contrato se aumentó más tarde a 500 vehículos, ya que se decidió que los M10A1 existentes también se convertirían a M36. El requerimiento se aumentó más tarde a 600 vehículos el 15 de mayo de 1944. Cuando se descubrió que el destructor de tanques M10 había luchado contra tanques alemanes como el Panther y especialmente el Tiger durante la campaña de Normandía, el contrato se aumentó a 1.400 vehículos el 29 de julio de 1944. Debido a la falta de los cascos M10A1, se decidió finalizar la producción inicial montando torretas M36 en los cascos M4A3 Sherman, con los cambios internos necesarios.
La producción de 187 90 mm Gun Motor Carriage M36B1 funcionó de octubre a diciembre de 1944. De junio a diciembre de 1944, Massey-Harris convirtió 500 M10A1 en M36. De octubre a diciembre de 1944, American Locomotive Company convirtió 413 M10A1 en M36. El Ejército redujo el objetivo de 1.400 vehículos para 1944 a 1.342 vehículos. 350 conversiones más fueron programadas para 1945; este número se aumentó a 584. Un lote final de 200 M10A1s fue convertido por el Montreal Locomotive Works en mayo de 1945.
El suministro de M10A1 finalmente se agotó, por lo que se decidió en enero de 1945 que los cascos M10 se utilizarían para todas las conversiones posteriores. American Locomotive Company convirtió 672 cascos M10 en el 90 mm Gun Motor Carriage M36B2 a partir de mayo de 1945. Un lote adicional de 52 M36B2 se completó con el Montreal Locomotive Works en mayo de 1945.
| Producción de M36, M36B1 y M36B2 | Producción de M36, M36B1 y M36B2 | Producción de M36, M36B1 y M36B2 | Producción de M36, M36B1 y M36B2 |
| Mes                              | M36                              | M36B1                            | M36B2                            |
| -------------------------------- | -------------------------------- | -------------------------------- | -------------------------------- |
| Abril de 1944                    | 25                               |                                  |                                  |
| Mayo 1944                        | 100                              |                                  |                                  |
| Junio 1944                       | 120                              |                                  |                                  |
| Julio 1944                       | 155                              |                                  |                                  |
| Agosto 1944                      | 100                              |                                  |                                  |
| Septiembre 1944                  |                                  |                                  |                                  |
| Octubre 1944                     | 75                               | 50                               |                                  |
| Noviembre 1944                   | 290                              | 93                               |                                  |
| Diciembre 1944                   | 348                              | 44                               |                                  |
| Enero 1945                       |                                  |                                  |                                  |
| Febrero 1945                     |                                  |                                  |                                  |
| Marzo 1945                       |                                  |                                  |                                  |
| Abril 1945                       |                                  |                                  |                                  |
| Mayo 1945                        | 10                               |                                  | 50                               |
| Posguerra                        | 190                              |                                  | 674                              |
| Total                            | 1,413                            | 187                              | 724                              |

## Blindaje
La doctrina del destructor de tanques estadounidense enfatizó la velocidad y el poder de las armas sobre la armadura. Como los M10 y M36 no fueron destructores de tanques especialmente diseñados (estaban basados en chasis de tanques) no eran tan rápidos como "Fuerza del Destructor de Tanques" quería. El general Andrew Bruce criticó al M36 debido por su lentitud. La configuración de la armadura del M36 era idéntica a la del M10A1, excepto la torreta. El grosor de la armadura del M36 varió de 9 a 127 mm.

### Chasis
El casco inferior tenía una armadura de 25 mm de espesor en los laterales y la parte trasera. La caja de transmisión tenía un espesor de 51 mm. Al igual que el M10, el M36 carecía de la placa adicional de piso de 13 mm debajo de las estaciones del conductor y asistente del conductor que les proporcionaba protección adicional contra las minas. La placa frontal tenía 38 mm de grosor, tenía una inclinación de 55 grados con respecto a la vertical y tenía ocho grandes protuberancias para sujetar las placas de armadura aplicadas. Los lados y la parte posterior del casco superior tenían 19 mm de espesor, inclinado a 38 grados de la vertical. Dependiendo del período de producción de su progenitor M10, cada lado del casco superior del M36 era sencillo, o podría estar adornado con 12 jefes de armadura aplicados. La placa del casco superior trasera se utilizó para el almacenamiento de las herramientas pioneras del vehículo; un hacha de 2.27 kg, una palanca de 1.5 m, una manija y cabeza de asta, y un mazo de 4.54 kg de dos lados. La llave de tensión de la oruga también se guardó allí. Como resultado, no hubo jefes de armadura de aplicaciones allí. Los lados y la parte posterior del casco superior presentaban extensiones en ángulo o cubren la parte superior de la pista. Estas extensiones a menudo obstaculizaban la instalación de conectores de extremo extendido tipo "pico de pato", que se utilizaban para reducir la presión sobre el terreno en suelos blandos, y con frecuencia eran retirados por las unidades de mantenimiento junto con los guardabarros delanteros. La placa del techo del casco osciló entre 19 mm de grosor sobre las estaciones del conductor y asistente del conductor y el anillo de la torreta, hasta 9 mm de espesor sobre el compartimiento del motor.
El M36B1 tenía la misma configuración en el chasis del tanque de producción M4A3 Sherman.

### Torreta
Los laterales de la torreta redondeada del M36 tenían un grosor de 32 mm y estaban construidos con una armadura enrollada. Un contrapeso fundido masivo fue soldado a la parte posterior de la torreta para equilibrar el cañón pesado. La parte superior tenía un grosor de 9 mm a 25 mm y los lados tenían un grosor de 32 mm. La parte trasera tenía un grosor de 44 mm a 127 mm. El mantelete redondeado tenía un grosor de 76 mm a 114 mm.

## Armamento

### Primario
El cazacarros M36 usaba un chasis M10A1 (el M36B1 usaba un chasis del M4A3 Sherman, mientras que el M36B2 usaba un chasis M10) y montaba una torreta grande y abierta que montaba el cañón M3 de 90 mm. El artillero apuntaba el cañón con el telescopio M76F. El cañón M3 era la versión estandarizada del T7 experimental, una derivada del cañón antiaéreo desarrollada como un arma antitanque montada en un vehículo. El M36 portaba 47 proyectiles de cañón principal, 11 de las cuales estaban almacenadas en el contrapeso hueco, mientras que 36 rondas estaban almacenadas en las esponjas. Para el uso en combate, el cañón M3 de 90 mm podría disparar cinco tipos de municiones:
- M77 AP-T proyectil
- T33 APC-T proyectil
- M82 APC/HE-T proyectil
- M71 proyectil de alto explosivo
- T30E16 (M304) HVAP-T proyectil

El disparo M82 perforante era la ronda principal utilizada para atacar los tanques enemigos. Tenía un gran relleno explosivo para aumentar el daño después de la penetración. Era capaz de penetrar 129 mm de armadura en ángulo a 30 grados desde la vertical a 457 m y 122 mm de armadura a 914 m. El tiro T30E16 HVAP era capaz de penetrar 221 mm de armadura en ángulo a 30 grados desde la vertical a 457 m, y 199 mm de armadura a 914 m. El proyectil T30E16 HVAP tuvo dificultades con la placa frontal del tanque alemán Panther, por lo que el proyectil T33 AP se desarrolló para resolver este problema. El disparo T33 era un proyectil de armadura estándar M77 estándar sustituto que se trató térmicamente para mejorar su dureza y se equipó con un "parabrisas" balístico para mejorar sus características de arrastre.

### Secundario
El M36 estaba equipado con una ametralladora Browning M2HB calibre .50 (12.7 mm) para uso antiaéreo o antipersonal, junto con 1000 rondas de munición. Debido a la dificultad de disparar la ametralladora del calibre .50 directamente hacia el frente, el pivote a menudo se reposicionó en la parte delantera de la torreta, o una ametralladora Browning M1919A4 calibre .30 (7,62 mm) montada allí. El M36B1 retuvo la ametralladora de proa del tanque M4A3 Sherman, y tenía 2,000 rondas de munición para ello. La tripulación tenía sus armas personales para autodefensa.

## Variantes
- 90 mm Gun Motor Carriage T71 (Prototipo): un cañón de 90 mm en una chasis del 3-inch Gun Motor Carriage M10A1. Torreta rediseñada y estandarizada como M36
- 90 mm Gun Motor Carriage M36: un cañón de 90 mm en una chasis del 3-inch Gun Motor Carriage M10A1.
- 90 mm Gun Motor Carriage M36B1: un cañón de 90 mm en una chasis y casco del M4A3 Sherman .
- 90 mm Gun Motor Carriage M36B2: un cañón de 90 mm en una chasis del 3-inch Gun Motor Carriage M10.

## Utilización en combate

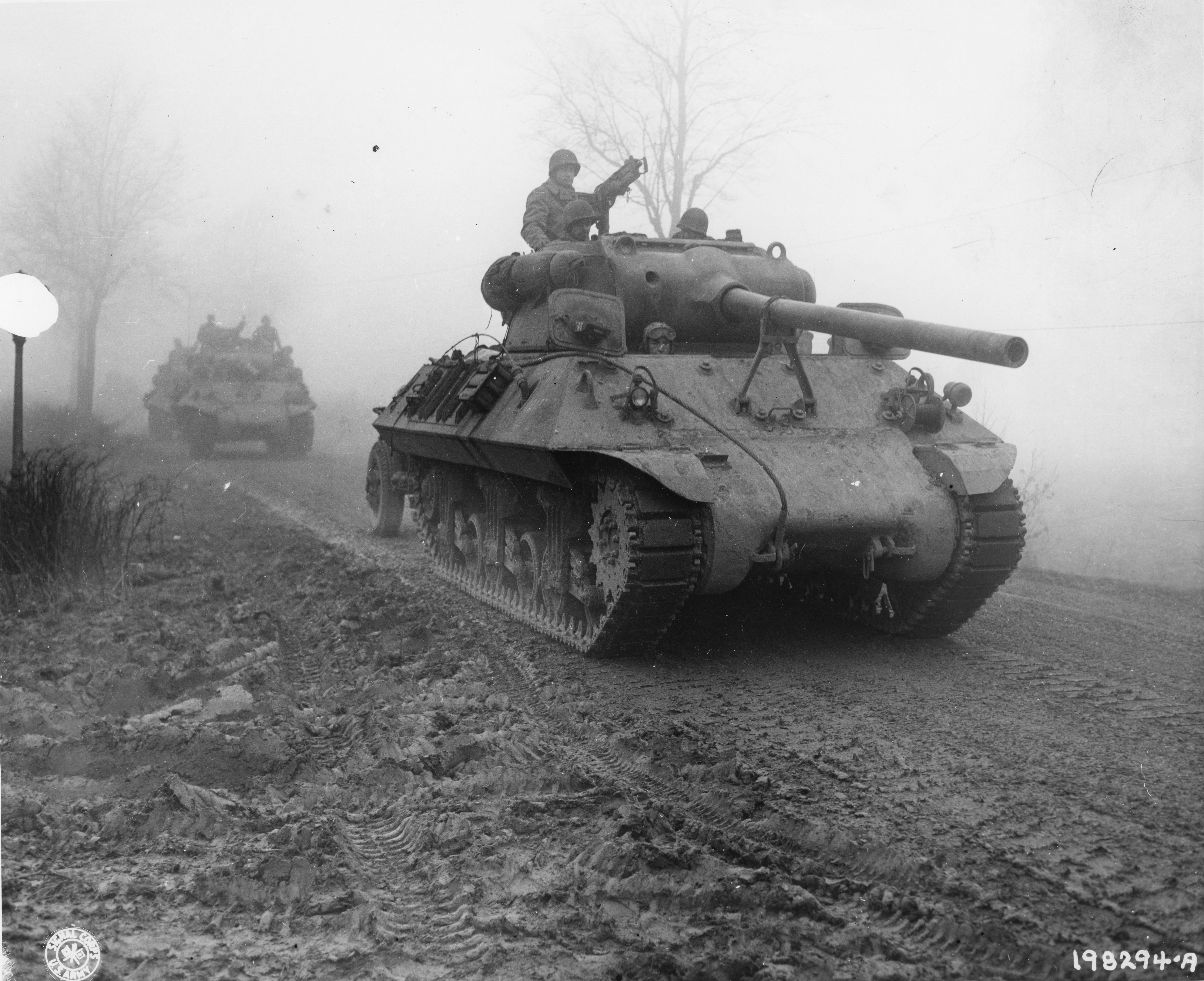
M36 en la Batalla de las Ardenas. Bélgica, 20 de diciembre de 1944.

Los primeros 40 M36 no llegaron al exterior hasta septiembre de 1944, y entraron en combate en octubre de 1944. El Primero y el Noveno Ejércitos de los EE. UU. usaron M36 para re-equipar batallones de tanques destructores unidos a divisiones blindadas. El 703.º Batallón cazacarros comenzó a re-equiparse el 30 de septiembre de 1944. El Tercer Ejército de EE. UU. los utilizó para re-equipar batallones remolcados. El 6 ° Batallón cazacarros (Remolcado) comenzó a reentrenar el 25 de septiembre de 1944. El primer batallón cazacarros que recibió el M36 a principios de septiembre, el 776.º, estaba en tránsito desde Italia a Europa en ese momento y no los utilizó en combate hasta octubre de 1944. El M36 era muy apreciado por sus tripulaciones, El cabo Anthony Pinto del 1.er Pelotón, Compañía A, 814 ° Batallón cazacarros noqueó a un Panther a 4,200 yardas. Otro artillero número 814, el teniente Alfred Rose, anotó una muerte contra un Panther a 4.600 yardas, el alcance máximo de la mira telescópica. A fines de 1944, siete batallones de destructores de tanques se habían convertido al M36. El M36 había reemplazado principalmente al M10 al final de la guerra.
Después de la Segunda Guerra Mundial, el M36 fue utilizado en la guerra de Corea. Podía destruir cualquier VCB de fabricación soviética desplegado en ese teatro de operaciones. Una modificación de la posguerra fue la adición de una ametralladora montada de bola en el lado del copiloto, como en muchos otros vehículos de combate blindados de la época. Debido a la escasez de tanques M26 y M46, el M36 se convirtió en uno de los vehículos blindados preferidos para las transferencias MAP (Programa de Asistencia Militar). Los batallones de tanques de Corea del Sur contaron con 110 M36 (junto con un pequeño número de destructores de tanque M10) durante la guerra de Corea.
Los M36 también se exportaron después de la Segunda Guerra Mundial a varios países. Fue utilizado por el ejército francés durante la primera guerra de Indochina, y se suministraron como parte de la ayuda militar de EE. UU a Pakistán en la década de 1950 y sirvieron en la guerra indo-pakistaní de 1965. Un destinatario fue Yugoslavia, donde el motor fue reemplazado por el motor diésel soviético de 500 hp usado en los tanques de combate principales T-55. Los M36 yugoslavos participaron en la Guerra de Independencia de Croacia (1991-1995), pero fueron retirados inmediatamente del servicio con las Fuerzas Armadas Croatas después de la guerra. Los M36 también fueron utilizados por las fuerzas serbias en Bosnia y Croacia, y fueron utilizados durante la guerra de Kosovo como señuelos para los ataques aéreos de la OTAN.
El Ejército de la República de China adquirió ocho ejemplos ex-franceses en 1955 y los hizo apostados en el grupo de la isla Kinmen, donde se los consideró más maniobrables que el M48A3 más grande y más tarde CM11/12 MBT, mientras que eran más potentes que los tanques ligeros M24 y M41. A partir de abril de 2001, al menos dos permanecían en servicio con las tropas en el municipio de lieyu
.